# Евреи в Мозамбике

Расположение Мозамбика в Африке

История евреев в Мозамбике до 1975 года была тесно связана с историей иудаизма на территории бывшей Португальской империи, особенно на побережье Индийского океана. К тому времени, когда первые португальские корабли вошли в этот океан в конце XV века, еврейские купцы и лица, связанные с морскими работами, жили на побережье этого океана и рядом с ним в течение многих столетий. По мере того как европейское присутствие усилилось к концу XIX века в португальской восточноафриканской колониальной столице, которая тогда называлась «Лоренсу Маркес», там проживала группа евреев разного происхождения.

## Синагога
После 1900 года история евреев стала тесно связанной с историей Синагоги еврейской общины Мапуту. История синагоги Мапуту восходит к 1899 году, когда политические потрясения, связанные с англо-бурской войной, вынудили раввина Йосефа Герца, тогда жившего в Йоханнесбурге, ненадолго переехать в столицу Мозамбика в качестве беженца. Преподобный доктор Герц призвал своих единоверцев в Лоренсу-Маркесе предпринять шаги по самоорганизации как общины, включая открытие путей для еврейского образования и приобретение земельных участков для синагоги и еврейского кладбища. После периода развития общины эти призывы реализовались в 1926 году, когда была построена синагога Лоренсу-Маркеса, сооружение, в котором собралось около 30 евреев. События в Европе привели к тому, что в 1942 году еврейское население Лоренсу-Маркеса достигло примерно 500 человек.
Вместе с другими организованными религиозными организациями, действовавшими в то время в Мозамбике, община Мапуту была разогнана в 1975—1976 годах революционным правительством Фрелимо, а синагога была экспроприирована. Еврейская община вернула здание и реорганизовала его в 1989 году; однако отчёт, датированный 2008 годом, показывает, что община не восстановилась до уровня, который был до 1975 года. Еврейская община Мапуту, которая относительно совпадала с общим еврейским постоянным населением Мозамбика в целом, насчитывала в 2008 году примерно 20 человек.
В 2010 году еврейская община Мапуту была официально реорганизована в Хонен Далим: Еврейская община Мозамбика (порт. Associação Honen Dalim - Comunidade Judaica de Moçambique). Первоначальная синагога была полностью отремонтирована в 2013 году. В настоящее время здесь проводятся еженедельные службы и мероприятия для еврейской общины Мозамбика, привлекая постоянных жителей и гостей со всего мира. Сообщается, что в 2018 году число членов еврейской общины составляло 35 человек, и они были названы «процветающими».